# Dundul Namgyal Tsarong
Dundul Namgyal Tsarong, (tibétain : བདུད་འདུལ་རྣམ་རྒྱལ་ཚ་རོང་སྲས ; wylie : bdud 'dul rnam rgyal tsha rong sras) aussi appelé George Tsarong (9 mars 1920 – 18 juin 2011) est un photographe, cinéaste, écrivain et politicien tibétain.

## Biographie

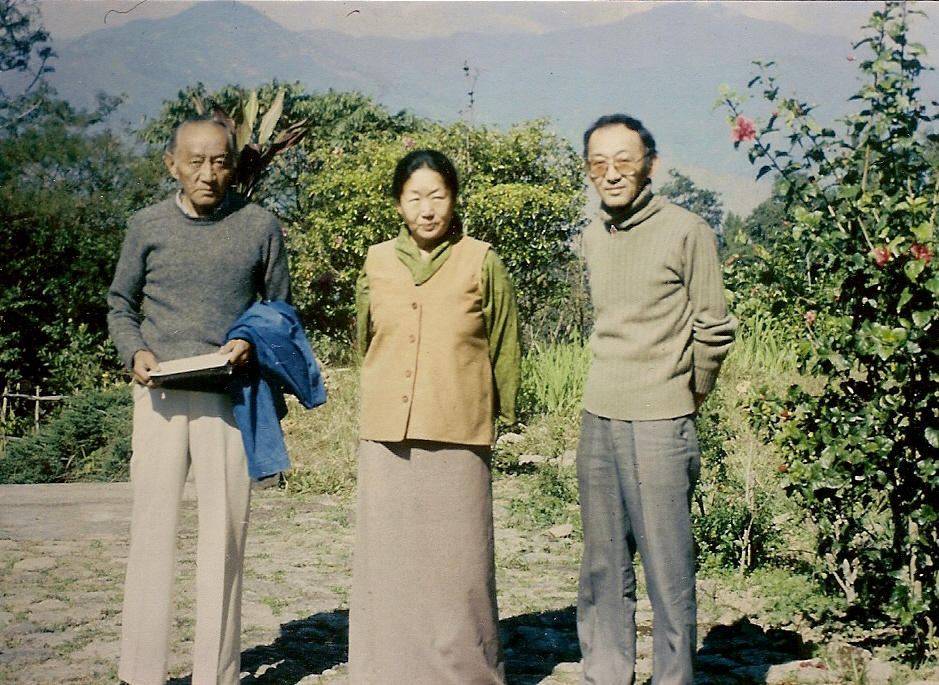
Dundul Namgyal Tsarong, Yangchen Dolkar Tsarong (sa femme) et Tsewang Jigme Tsarong (un de ses fils) en 1986 à Kalimpong

Dundul Namgyal Tsarong est né à Lhassa en 1920. Il est le fils aîné de Tsarong Dzasa et Pema Dolkar. De 1935 to 1940, il reçut une formation scolaire à Darjeeling, en Inde au Collège Saint-Joseph tenu par des jésuites, puis revint au Tibet. Il travaillera au service du gouvernement tibétain au Tibet et en exil. Il a été secrétaire du Cabinet des Ministres, puis du ministère des Finances.
À partir de février 1944, il participa à développer le télégraphe sans fil de la mission britannique au Tibet ainsi qu'à un projet visant à utiliser la rivière Kyichu comme source d'énergie hydroélectrique.

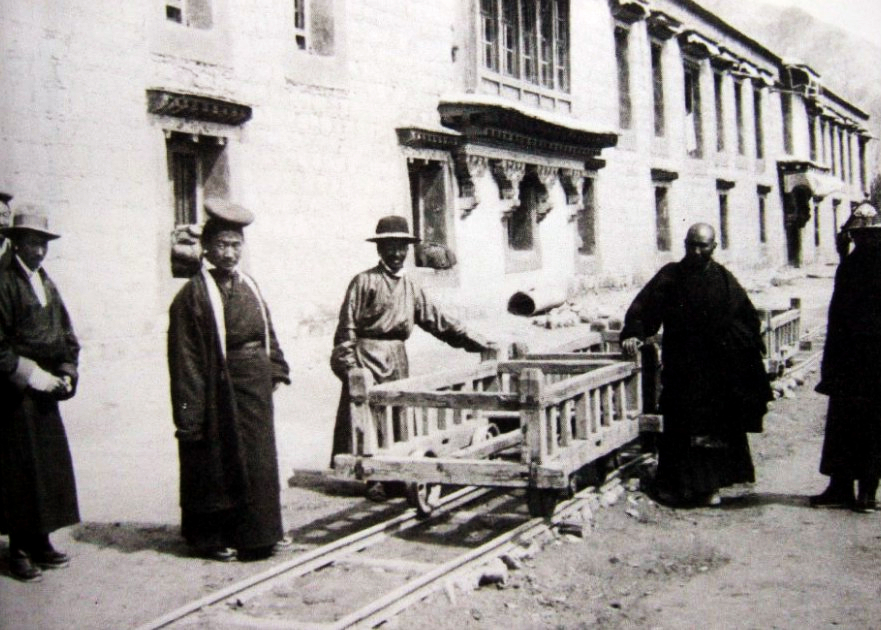
Trabshi Lekhung, Lhassa, Tibet, 1933

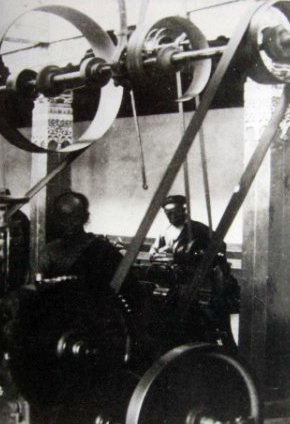
Trabshi Lekhung, Lhassa, Tibet, 1933

Dundul Namgyal Tsarong fut à l'origine du nouveau complexe hydroélectrique près de Lhassa, et invita le réfugié russe Dmitri P. Nedbailoff (ou Nedbailov) à participer au projet.
Il a été nommé assistant au bureau de Drapchi.
Il fut aussi un général Yaso (Yaso Chikyab), commandant 500 hommes portant l'uniforme de l'ancienne armée mongole durant une cérémonie.
En décembre 1957, il quitta le Tibet et s'installa à Kalimpong, aux marches de l'Himalaya en Inde. Il contribua au gouvernement tibétain en exil, au ministère des Finances. Il fut interprète pour l'anglais de Tsepon W. D. Shakabpa, le ministre des finances.
Il participa à l'aide aux nouveaux réfugiés au Central Relief Committee for Tibetan Refugees à New Delhi fondé par le gouvernement indien.
Très tôt, il développa une passion pour la photographie, et fut l'un des premiers photographes du Tibet, et a réalisé d'anciens clichés du Tibet d'avant 1959. Il a aussi tourné quelques films dont la qualité professionnelle est mentionnée par Heinrich Harrer dans son livre Sept ans d'aventures au Tibet.
Il passa ses dernières années à Kalimpong et Dehra Dun à entreprendre un travail de recherche sur le Tibet, tâchant de restituer le passé en se basant sur ses souvenirs. Dundul Namgyal a également écrit une biographie de son illustre père, et publié un ouvrage de photographies commentées sur le Tibet.
Il laisse derrière lui, son épouse, Yangchen Dolkar Tsarong, et leurs 5 enfants, Namgyal Lhamo Taklha, Norzin Shakabpa, Tsewang Jigme Tsarong, Drikung Chetsang Rinpoché et Tseten Paljor Tsarong. Il a en outre de nombreux petits-enfants, dont Tenzin Thuthob Tsarong.